# 苏占旅大

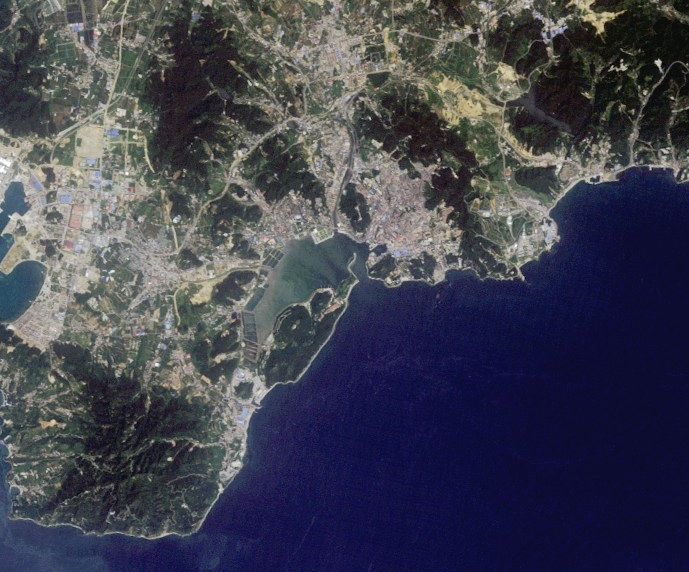
2010年NASA卫星图拍摄的辽东半岛最南端，即大连市南部，旅顺港位于中心位置。

苏占旅大是1945年至1955年5月，处于苏军驻旅大部队军事占领下的旅大地区（今辽宁省大连市南部）。自1945年8月苏军占领中国东北（原满洲国）到1946年大部队撤离，苏军仍长期控制该地。1946年起，为旅大金行政联合办事处、关东行政公署辖区。中华人民共和国建国前夕，中国共产党正式建立旅大行署区。但苏军对旅顺港及周边区域（旅顺口海军根据地）的占领维持至1955年5月。
除在占领初期，对旅大地区工矿企业的抢夺外，此后，苏军通过一系列手段对旅大地区进行的行政控制、经济掠夺，亦引起中共干部的不满、抵触，产生反苏情绪:130，132—134。

## 名称
國民政府与苏联政府签订的《中蘇友好同盟條約》附属的《關於旅順口之協定》，称为海军根据地、海軍根據地區。
中华人民共和国方面将1945年至1949年之间:44的苏占旅大称为特殊解放区、关东解放区:9。中华人民共和国作者或将苏军占领称为苏联红军进驻旅大地区、苏军进驻旅顺，视为“大连解放”:44，故有作者称此地区为苏军驻旅大地区。

## 1945年8月起
1945年8月的八月风暴中，苏联红军占领中国东北地区（满洲国）。8月22日，苏联红军进驻旅顺和大连地区（旅大地区）。苏军占领的依据是，苏联与國民政府签订的《中蘇友好同盟條約》及有关附属协定:9。
苏军自1945年8月占领旅大地区后，对当地实行军管。9月5日，国民政府任命沈怡为大连市市长。沈怡随即筹划接受大连，但因苏联方面阻碍未能成功。同时，在中共中央向北发展，向南防御方针下，中共军队即开始向中国东北地区进军。9月19日之后，山东军区部队开始大规模渡海进军东北。有漂流到旅顺港和大連港的中共军队官兵被苏军扣押的情况:44—45。
10月，中共中央东北局派遣韩光前往大连与苏军交涉官兵被扣事宜。苏军驻大连司令官高兹洛夫提醒中共是否取得大连后，韩光返回沈阳汇报大连的现状。彭真任命韩光为大连市委书记，指示韩光尽快把大连党政警群领导机关建立起来:44—45。10月中旬，韩光返回大连，建立中共大连市委，但未公开活动:44—45。10月27日，苏军召集大连各界人士，商议大连市政府官员人选。高兹洛夫提议迟子祥担任市长。11月7日，成立大连市公安总局（后改为公安局），局长是山东军区滨海三分区司令员赵东斌。11月8日，成立大连市政府:45。市长迟子祥，副市长陈云涛为中共大连市委委员，此外市政府秘书长、教育局长、民政局长，以及广播电台台长、报社社长等职位，均由中共大连市委委派人员担任:45。其后，成立大连地方法院。在苏军支持下，中国共产党陆续建立大连市、旅顺市、金县的地方政权。同年12月，为阻止国民政府收回苏占旅大。中共将大连市的市郊划出大连县。此时，苏占旅大的行政由苏军指挥部领导，中共负主要责任。
1946年10月23日，设立大连市、旅顺市、大连县、金县行政联合办事处，成为当地最高的行政机关，或称为旅大金行政联合办事处（旅大行政联合办事处）。1947年4月，成立关东公署:45，撤销旅大行政联合办事处。关东公署接受苏军管理规定，官员都必须穿西装、系领带、着皮鞋、留头发、刮胡子。大连公安总局的警察穿中華民國警察制服，佩戴中華民國國軍徽章:45。
苏军对旅大地区的行政控制、经济略夺行为曾引起以刘顺元为代表的关东公署干部反感、不满，滋生反苏情绪。1948年春，中共旅大地委与苏军因贸易问题关系紧张。6月，中共旅大地委“六月会议”出现“‘以苏为主’就是‘以我为奴’”的说法:130，132—134。7月，中共中央东北局组织部在哈尔滨召开旅大干部座谈会。东北局常委张闻天代表东北局对当地实行的“特殊政策”表示肯定。张闻天说：“旅大的特殊情况必须估计到，把特点强调一下有必要，否则会发生错误。苏军管制有好处，对我们、对东方都有好处。如无苏军，旅大不可能是我们的，就像葫芦岛一样。以苏为主是对的。”:45要求反省盲目的反苏情绪:134。
1949年4月27日，关东公署改为旅大行政公署，直属东北人民政府。旅大行署区正式成立。

## 中华人民共和国建立后
1949年10月，中华人民共和国建国。中苏两国政府《关于中国长春铁路、旅顺口及大连的协定》第三、第四、第五条规定，设立三年撤军过渡时期，苏联军队不迟于1952年末从旅顺撤出。朝鲜战争爆发后的1952年8、9月间，中苏两国协商同意，延长两国共同使用旅顺口海军基地的期限。
1954年9月，赫鲁晓夫率苏联政府代表团对中华人民共和国进行国事访问，并参加中华人民共和国国庆庆典。10月12日，中苏两国政府发表《关于中苏举行会谈的公报》和〈关于旅顺口海军根据地问题的联合公报》。 “联合公报”指出： “苏联军队的撤退和旅顺口海军根据地的设备移交给中华人民共和国应于一九五五年五月三十一日前完成。”
1955年1月，苏军驻旅大部队向中华人民共和国政府发出通知，“本年3月初开始向中国军队移交，预定5月底移交完毕。”2月5日，中央军委正式决定接收旅大防卫区委员会名单，开始各项接收工作。4月15日，辽东半岛防务正式交接签字。4月16日零时起，中国人民解放军开始负责旅大地区一切防务。5月8日上午，在旅大市斯大林广场举行欢送苏军回国大会，11万多名群众参加。5月27日，约12万苏军全部撤离。

## 遗存
- 旅顺苏军烈士陵园位于今旅顺口区水师营街道三里桥村西。[7]

## 文艺作品
- 2021年10月8日，革命历史题材电视连续剧《霞光》在CCTV-8播出。此剧由毛卫宁导演、佟麗婭主演，以1945年至1949年的苏占旅大为背景[3]。